# Израильско-новозеландские отношения
Израильско-новозеландские отношения — международные двусторонние дипломатические и иные отношения между Израилем и Новой Зеландией.

## История

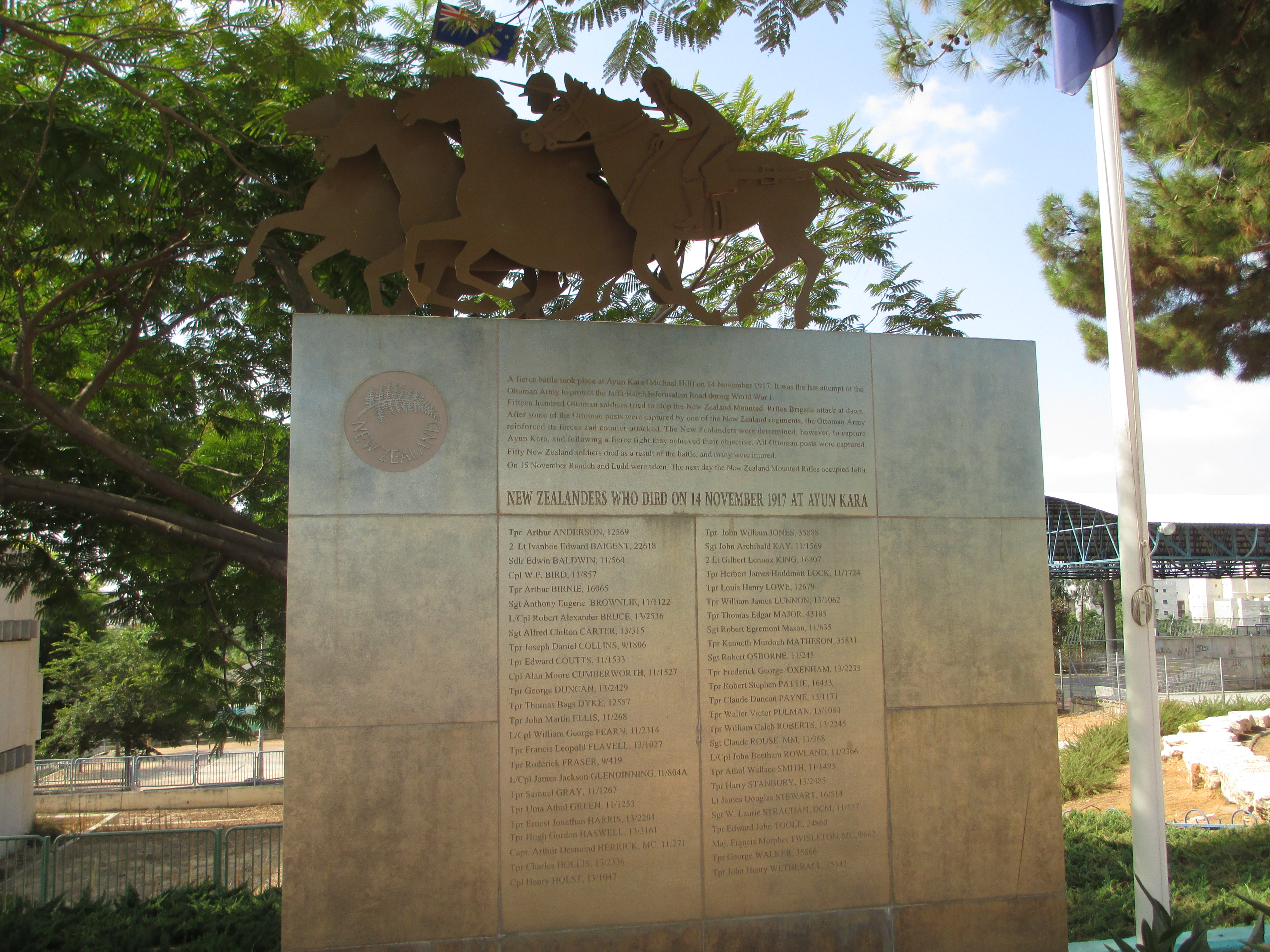
Мемориал новозеландским солдатам, погибшим в битве при Аюн Кара, Израиль

Новая Зеландия имеет долгую историю поддержки Израиля, и голосовала за план ООН по разделению Палестины в 1947 году, который привёл к образованию Государства Израиль, несмотря на сильное давление со стороны Соединённого Королевства и всего Содружества наций воздержаться от голосования по резолюции. Новая Зеландия признала Государство Израиль в январе 1949 года.
У Новой Зеландии есть почётное консульство в Тель-Авиве, а у Израиля есть посольство в Веллингтоне и почётное консульство в Окленде.
Новая Зеландия была аккредитована в Израиле через Гаагу в 1986 году. Аккредитация потом была перенесена в Анкару в феврале 1996 года. Региональный офис Новой Зеландии по торговле и предпринимательству (NZTE) в Дубае и офис NZTE в Анкаре, охватывают Израиль. Гад Проппер был назначен Почётным консулом Новой Зеландии в Израиль в июне 1998 года.
Министр иностранных дел Новой Зеландии Фил Гофф посетил Израиль в мае 2003 года. Министр Новой Зеландии по научным исследованиям, науке и технологиям Пит Ходжсон посетил в ноябре-декабре 2000 года. Делегация четырёх высокопоставленных должностных лиц министерства иностранных дел Израиля отправилась в Новую Зеландию для участия в церемонии открытия новозеландско-израильской консультации на уровне МИДов в сентябре 2003 года. Делегация Кнессета посетила Новую Зеландию в августе 2001 года.
Посольство Израиля в Веллингтоне закрылось в октябре 2002 года по финансовым соображениям, но вновь открылось в 2010 году, когда Шеми Цур был назначен послом в Новой Зеландии. В июне 2013 года его сменил посол Йосеф Ливни.
В 2015 году Израиль и Новая Зеландия урегулировали дипломатический спор, который возник, когда Новая Зеландия назначила посла в Израиль, который также был назначен послом в Палестине. В сентябре 2014 года Израиль не позволил послу Джонатану Керру представить свои верительные грамоты, заявив, что это нарушает «хорошо известную политику» Израиля о непризнании дипломатов, которые также получают аккредитацию на Палестинскую администрацию. Новая Зеландия положила конец конфликту, назначив отдельных дипломатов в Израиль и Палестинскую администрацию, что было расценено как шаг, мотивированный избранием Новой Зеландии непостоянным членом Совбеза ООН и её возрастающим нетерпением с невозможностью совета согласиться с позицией ООН в палестино-израильском мирном урегулировании.
В декабре 2016 года премьер-министр Израиля Биньямин Нетаньяху поручил послу Израиля в Новой Зеландии вернуться в Израиль для консультаций в ответ на резолюцию ООН о поселениях. Сразу же после голосования Нетаньяху предпринял ряд дипломатических шагов в отношении стран, которые выступали соавторами резолюции, и с которой у Израиля есть дипломатические отношения. Отношения между Израилем и Новой Зеландией не были такими плохими с 2004 года, когда Новая Зеландия посадила в тюрьму «шпионов Моссада» за попытку обманным путём получить новозеландские паспорта. В феврале 2017 года Израиль решил не возвращать своего посла в Новую Зеландию и понизил уровень дип. отношений с Новой Зеландией до уровня поверенных в делах, что является самым низким уровнем дипломатических отношений.
2 мая 2017 года в день празднования Дня Независимости Израиля назначенный в тот же день на должность министра иностранных дел Новой Зеландии Джерри Браунли связался с премьер-министром Нетаньягу. Он поздравил израильского премьера с праздником и предложил восстановить дип. отношения между странами. Глава МИД Новой Зеландии отметил, что страны сотрудничали в сфере инноваций, сельском хозяйстве и других областях и следует восстановить отношения как минимум до былого уровня.
В конце октября 2017 года в Израиль прибыла генерал-губернатором Новой Зеландии Пэтси Редди. Редди посетила еврейское государство в рамках празднования дня 100-летия освобождения Беэр-Шевы корпусом ANZAC во время Первой мировой войны, в котором участвовали новозеландские военные. Кроме того, прошла встреча израильского министра транспорта и разведки Исраэля Каца с новозеландским послом Джонатаном Курром, в ходе которой было подписано соглашение об авиасообщении между двумя странами, согласно которому могут быть открыты прямые рейсы. Обсуждались также возможности сотрудничества в сферах кибериндустрии, технологии, науки и транспорта.

## Экономические связи
В 1994 году Израиль открыл торговое представительство в Окленде, и была создана Торговая палата Новой Зеландии и Израиля, известная как NZITA. В 2002 году Новая Зеландия экспортировала в Израиль товаров на $12,5 млн, а получила на $60,1 млн импорта, в основном удобрения, пластик и мыло. К 2005 году головой экспорт из Новой Зеландии в Израиль достиг NZ$16,834 млн Экспортными товарами были по большей части молоко и сливки (13,8 %), электронные печатные платы (11,1 %), консервированное мясо или субпродукты (10,9 %), казеин (10,8 %) и лекарства (7,4 %). Экспорт из Израиля в Новую Зеландию, в основном промышленные товары, такие как паровые турбины (11,3 %), промышленные водонагреватели (5,2 %), пластиковые листы и плёнки (4,7 %), телекоммуникационное оборудование (4,7 %) и струйные принтеры (3,8 %), достиг NZ$88,15 млн С 2001 года Fonterra, крупнейшая молочная компания Новой Зеландии, участвует в совместном предприятии с израильским кооперативом Tnuva.
Экспорт сельскохозяйственной продукции в Израиль увеличился в 2005 году, и в стране отменены визы для увеличения деловых поездок и туризма.

## Туризм
В апреле 2011 года Израиль и Новая Зеландия подписали двустороннее соглашение, которое позволяет туристам работать три месяца без дополнительной визы. Соглашение было подписано спикером Кнессета Реувеном Ривлиным и его новозеландским коллегой Локвудом Смитом, во время визита Ривлина в Новую Зеландию.

## Дипломатические инциденты

### Скандал с паспортами
15 июля 2004 года Новая Зеландия ввела дипломатические санкции против Израиля и приостановила контакты на высшем уровне между двумя странами в июле 2005 года после того, как два гражданина Израиля, Уриэль Кельман и Эли Кара, были обвинены в паспортном мошенничестве в Окленде. Они отрицали принадлежность к Моссаду, но получили шестимесячный срок за попытку незаконного проникновения в страну и работу с организованными преступными группировками. Премьер-министр Кларк отменил запланированный визит в Новую Зеландию президента Израиля Моше Кацава, отложил одобрение нового израильского посла в Новой Зеландии и назвал это дело «гораздо большим, чем просто преступное поведение двух лиц», которое «серьезно исказило наши отношения».
Еврейские могилы на кладбище в Веллингтоне были исписаны вандалами свастикой и нацистскими слоганами, всего повреждено было около 16 могил. Дэвид Зварц, лидер еврейской общины Новой Зеландии, который был назначен почётным консулом из Израиля в Новую Зеландию в 2003 году, сказал: «…существует прямая связь между очень сильными выражениями против Израиля и людьми, которые здесь чувствуют что могут выместить это все на евреях. Мне кажется, что в один день нанесут удар по израильтянам, а на следующий день — по всем евреям.»
Заместителю начальника израильского генштаба Габи Ашкенази было отказано в разрешении посетить Новую Зеландию, чтобы выступить на частном мероприятии по сбору средств в марте 2005 года из-за замораживания посещений страны израильскими должностными лицами.
26 июня 2005 года министр иностранных дел Шалом направил письмо с извинениями новозеландскому правительству, и заявил, что Израиль предпримет шаги для предотвращения повторения подобных инцидентов.
Дипломатические отношения были восстановлены 30 августа 2005 года. Посол Нафтали Тамир вручил свои верительные грамоты генерал-губернатору Даме Сильвии Картрайт перед почётным караулом. Заместитель директора МИД по Азиатско-Тихоокеанскому региону Амос Надав сказал: «Мы счастливы, что кризис прошёл и [сейчас] мы смотрим в будущее».

### Землетрясение в Крайстчерче
Сочетание необычных событий сразу после смерти Офера Мизрахи, израильского туриста в землетрясении в Крайстчерче в 2011 году, побудило правительство Новой Зеландии расследовать, имели ли он и его спутники связи с израильской разведкой. История привлекла внимание СМИ в июле 2011 года из-за подозрительных обстоятельств, что Мизрахи держал несколько иностранных паспортов, и что все его товарищи покинули Новую Зеландию в течение 12 часов после землетрясения и смерти их компаньона. Сотрудники службы безопасности Новой Зеландии подозревали, что Мизрахи и его спутники были агентами Моссада, пытавшимися проникнуть в компьютерные базы данных штата, чтобы получить конфиденциальную информацию. В результате расследования, проведённого Новозеландской разведкой безопасности, был сделан вывод о том, что не было доказательств такой операции или их участия в израильской разведке.

### Резолюция Совета Безопасности ООН 2334
23 декабря 2016 года Новая Зеландия была соавтором резолюции 2334, в которой осуждалось продолжающееся строительство израильских поселений на оккупированных палестинских территориях.
Министр иностранных дел Новой Зеландии Мюррей МакКулли заявил: «Мы очень открыто говорили о нашем мнении о том, что [Совет Безопасности ООН] должен делать больше для поддержки мирного процесса на Ближнем Востоке, и позиция, которую мы приняли сегодня, полностью соответствует нашей давно установившейся политике По палестинскому вопросу» и что «сегодняшнее голосование не должно стать неожиданностью для любого человека, и мы с нетерпением ожидаем продолжения конструктивного взаимодействия со всеми сторонами в этом вопросе».
Несмотря на эти заявления, Израиль отозвал своих послов из Новой Зеландии, а также из другого ко-спонсора резолюции, Сенегала. 27 декабря министерство иностранных дел и торговли Новой Зеландии подтвердило, что его послу в Израиль было запрещено въезжать в страну. Израиль также угрожал другими санкциями. В феврале 2017 года Израиль принял решение не возвращать своего посла в Новую Зеландию и понизил уровень дипломатических отношений с этой страной до поверенного в делах, что является самым низким уровнем дип. отношений.
В середине июня 2017 года отношения были восстановлены по инициативе главы правительства Новой Зеландии Билла Инглиша, который позвонил своему израильскому коллеге и попросил вернуть посла Ицхака Герберга в Веллингтон. Этому предшествовали двусторонние переговоры, которые вели генеральный директор МИД Израиля Юваль Ротем и его заместитель по Азиатско-Тихоокеанскому региону Марк Софер. Новозеландская сторона направила израильтянам письменные извинения за инцидент и выразила свои сожаления по поводу случившегося.
В конце октября 2017 года правительственная коалиция, сформированная после прошедших выборов, подписала коалиционное соглашение, один из параграфов которого признавал ошибочность инициирования и поддержки антиизраильской резолюции № 2334 в ООН в декабре 2016 года. Инициатором этой поправки стал новый глава МИД страны Уинстон Питерс, лидер партии «Сначала Новая Зеландия».